# 마리안 자어
마리안 자어(독일어: Marian Sarr, 1995년 1월 30일, 노르트라인베스트팔렌주 에센 ~ )는 독일의 축구 선수로 센터백으로 활약하고 있다.

## 클럽 경력

### 초기 경력
자어는 슈바어츠-바이스 에센에서 축구계에 입문하였고, 이후 2005-06 시즌에 FC 샬케 04로 이적한 뒤 2008-09 시즌에는 바이어 04 레버쿠젠으로 이적하였고, 이곳에서 2군 명단에 등록되기도 하였다. 2012-2013 시즌의 레기오날리가에서 자어는 바이어 04 레버쿠젠의 리저브팀에서 전반기동안 10경기를 수비수로 출전하였다.

### 보루시아 도르트문트
2012-13 시즌을 앞두고 자어는 보루시아 도르트문트에 합류하였다. 보루시아 도르트문트가 바이어 레버쿠젠으로부터 자어를 영입한 것은 언론의 주목을 받게 되었고, 축구계에서 성행하는 "유망주 해적질"에 관한 논란이 달아올랐다. 2012-13 시즌 후반기, 자어는 보루시아 도르트문트 유소년팀 (U-19)의 일원이 되었다. 2013-14 분데스리가 시즌, 자어는 위르겐 클로프 감독에 의해 보루시아 도르트문트의 1군 명단에 등록되었다.
2013년 7월 20일, 자어는 보루시아 도르트문트 II 소속으로 VfB 슈투트가르트와의 3. 리가 2013-14 개막전을 치루었고, 이는 그의 프로 데뷔전이었다.

## 국가대표팀 경력
자어는 독일 U-17 국가대표팀 일원으로 슬로베니아에서 열린 2012년 UEFA U-17 챔피언쉽에 출전하였다. 슈테판 뵈거 감독이 이끄는 독일 U-17 국가대표팀은 조별리그를 전승으로 통과하였고, 폴란드 U-17팀과의 준결승전에서 1-0으로 승리였으나, 네덜란드 U-17팀과의 결승전에서 승부차기 끝에 4-5로 패하였다.

## 경력 통계

### 클럽
2015년 8월 29일 기준
| 클럽                        | 시즌                        | 리그                        | 리그 | 컵1 | 컵1  | 기타2 | 기타2 | 유럽대항전3 | 유럽대항전3 | 합계 | 합계 |    |
| 클럽                        | 시즌                        | 디비전                      | 출장 | 골  | 출장 | 골    | 출장  | 골          | 출장        | 골   | 출장 | 골 |
| --------------------------- | --------------------------- | --------------------------- | ---- | --- | ---- | ----- | ----- | ----------- | ----------- | ---- | ---- | -- |
| 바이어 레버쿠젠 II          | 2012–13                     | 레기오날리가 웨스트         | 10   | 0   | 0    | 0     | 0     | 0           | —           | —    | 10   | 0  |
| 보루시아 도르트문트 II      | 2013-14                     | 3. 리가                     | 25   | 1   | 0    | 0     | 0     | 0           | —           | —    | 25   | 1  |
| 보루시아 도르트문트         | 2013-14                     | 분데스리가                  | 2    | 0   | 0    | 0     | 0     | 0           | 1           | 0    | 3    | 0  |
| 보루시아 도르트문트 II      | 2014-15                     | 3. 리가                     | 6    | 0   | 0    | 0     | 0     | 0           | —           | —    | 6    | 0  |
| 보루시아 도르트문트 II      | 2015-16                     | 레기오날리가 웨스트         | 5    | 0   | 0    | 0     | 0     | 0           | —           | —    | 5    | 0  |
| 보루시아 도르트문트 II 합계 | 보루시아 도르트문트 II 합계 | 보루시아 도르트문트 II 합계 | 36   | 1   | 0    | 0     | 0     | 0           | 0           | 0    | 36   | 1  |
| 경력 합계                   | 경력 합계                   | 경력 합계                   | 48   | 1   | 0    | 0     | 0     | 0           | 1           | 0    | 49   | 1  |

## 수상

### 국가대표팀
독일 U-17
- UEFA U-17 챔피언쉽 준우승: 2012